# Wapen van Hemelumer Oldeferd
Het wapen van Hemelumer Oldeferd werd op 25 maart 1818 per besluit van de Hoge Raad van Adel aan de Friese grietenij Hemelumer Oldephaert en Noordwolde verleend. De grietenij heeft op 1 januari 1956 de naam gewijzigd in Hemelumer Oldeferd waarna het op 26 november 1964 per Koninklijk Besluit een nieuw wapen heeft gekregen. Het wapen bleef tot 1984 in gebruik, dat jaar ging de gemeente grotendeels op in de nieuwe gemeente Nijefurd en voor een klein deel naar de nieuwe gemeente Gaasterland-Sloten, dat eerst nog de naam Gaasterland heeft gedragen.

## Blazoeneringen
Doordat het wapen eenmalig is aangepast zijn er twee beschrijvingen.

### Eerste wapen
De blazoenering van het wapen luidde als volgt:
In drie gelijke delen doorsneden, het bovenste gedeelte groen, het middelste gedeelte lazuur en het onderste gedeelte zwart. Het schild gedekt met een kroon van goud.
Het wapen heeft drie horizontale banen, als ware het dwarsbalken, de bovenste is groen, de middelste blauw en de onderste is zwart. Op het schild staat een oude Franse markiezenkroon, bestaande uit drie bladeren met daartussen twee keer drie parels.

### Tweede wapen
De blazoenering van het tweede wapen luidde als volgt:
Doorsneden in drieën van sinopel, azuur en sabel; over alles heen een hartschild, doorsneden van goud en keel. Het schild gedekt met een gouden kroon van drie bladeren en tweemaal drie paarlen.

## Symboliek
Het schild van de grietenij stond symbool voor de weilanden (groen), meren (blauw) en het turfland (zwart) in het gebied. Het hartschild dat later toe werd gevoegd was gelijk aan het wapen dat de grietenij in de 17e eeuw gevoerd zou hebben. Eerder zou het wapen nog goud, blauw en rood zijn geweest. Nog eerder had het de kleuren van het latere hartschild.
Het wapen is later in aangepaste vorm toegepast als het wapen van Nijefurd.